# Les Portiques
 (octobre 2009).
Si vous disposez d'ouvrages ou d'articles de référence ou si vous connaissez des sites web de qualité traitant du thème abordé ici, merci de compléter l'article en donnant les références utiles à sa vérifiabilité et en les liant à la section « Notes et références ».
 (août 2025).
Motif : Insuffisance en matière de sources secondaires requises. Cf WP:CAA 
- Archive Wikiwix
- Bing
- Cairn
- DuckDuckGo
- E. Universalis
- Gallica
- Google
- G. Books
- G. News
- G. Scholar
- Persée
- Qwant
- (zh) Baidu
- (ru) Yandex
- (wd) trouver des œuvres sur Wikidata

| 1. | Préciser le motif de la pose du bandeau. | Précisez le motif de la pose du bandeau en utilisant la syntaxe suivante : {{admissibilité à vérifier\|date=août 2025\|motif=remplacez ce texte par le motif}}                     |
| 2. | Informer les utilisateurs concernés.     | Pensez à avertir le créateur de l'article, par exemple, en insérant le code ci-dessous sur sa page de discussion : {{subst:avertissement admissibilité à vérifier\|Les Portiques}} |

Les Portiques est une collection de livres qui a été éditée en France par le Club français du livre.

## Présentation

### Aspects éditoriaux
Collection de prestige du Club français du livre (CFL), la collection « Les Portiques » a duré de 1948 à 1979.
Elle est lancée par Robert Carlier qui, devant son succès, envisage vers 1950 de concurrencer la « Bibliothèque de la Pléiade » par un appareil critique, des notes développées, des variantes complètes : les œuvres de Stendhal et de Jules Vallès en sont le prototype. La direction du CFL hésita puis, finalement, refusa, ce qui entraîna le départ de Carlier à la concurrence.
À l'origine, « Les Portiques » succède à la collection Prométhée (quatre titres publiés en 1947) dont le nom aurait été abandonné pour des raisons juridiques. Le nom « Les Portiques » paraît un rappel de celui des célèbres éditions Propyläen allemandes. La collection comprend plusieurs dizaines de titres (environ cent), dont beaucoup furent réédités, et se divise en :
- littérature de l'Antiquité gréco-romaine : reliure skivertex bleue.
- littérature française : reliure skivertex grenat.
- littérature étrangère : reliure skivertex verte.

Dans cette collection, les retirages sont fréquents, parfois à l'identique mais parfois avec un nouveau numéro, avec des chiffres considérables : 23 000 pour les Tragédies de Sophocle en 1965. Une partie des œuvres de fin de période sont des œuvres de l'Antiquité publiées avec l'accord des éditions Les Belles Lettres. Toutefois il y a, en 1975, la volonté de rajeunir la collection en lançant une sous collection nommée « Les Portiques modernes », de présentation analogue, mais qui groupe des auteurs contemporains : Boris Vian, Dino Buzzati, Henry Miller, Malcolm Lowry, parus en 1976, André Malraux et Hermann Hesse, en 1977, François Mauriac et Franz Kafka, en 1978. 
En 1977, « Les Portiques » réédite Guerre et paix de Tolstoï et un volume rassemblant trois œuvres de Colette. Le dernier titre de la collection est De la démocratie en Amérique de Tocqueville, paru en 1979.
Le symbole de la collection est une porte voûtée en perspective.

### Aspects techniques
La maquette des tout premiers numéros de la collection paraît avoir été assez fantaisiste puis tend à se normaliser par l'emploi systématique du caractère Futura propre au CFL pour la reliure. Dans les débuts (février 1948 à 1949), la reliure est en skaivertex ou toile ou en percaline avec des lettres de titre de couleur différente, parfois en cuir (série optionnelle à prix plus élevé).
Ainsi le n° 3, les XXIV chants de l'Odyssée d'Homère, sont parus le 9 juillet 1948 avec une reliure de toile grège et les lettres de titre et d'auteur sont rouge. Le texte est en caractères Metroblack, le tirage est sur papier vergé de Vizille. 
La feuille de style définitive est à partir de 1950 uniforme pour l'ensemble de la collection avec les indications de titre et d'auteur aux fers d'or sur le dos et les deux plats (police Futura), seule la couleur de reliure est distincte. La maquette générale de la collection est d'un classicisme très élégant avec ses textes composés en garamond, plantin ou Baskerville sur papier bible. Une réaction chimique au soleil a entraîné le noircissement de certaines reliures vertes ou bleues mais le code couleur est bien celui indiqué plus haut. À partir de 1950 la reliure est uniformément en skaivertex.

## Quelques titres
- n°4, François Rabelais, Œuvres complètes, texte établi, annoté et présenté par Jean Plattard – 1948
- n°7, Stendhal, Le Rouge et le Noir suivi de  Lamiel – 1949, réimpression 1954
- n°17, Charles Dickens, David Copperfield, traduction et préface de Sylvère Monod – 1952
- n°18, Michel de Montaigne, Essais, avertissement de Samuel Silvestre de Sacy – 1952
- n°25, Plutarque, Vies des Hommes Illustres, traduction de Jacques Amyot, maquettes de Roger Adam – 1953, réimpression 1966
- n°27, Sophocle, Tragédies[2], traduction de Paul Mazon, maquettes de Jacques Daniel – 1953
- n°33, Platon, La République[2], traduction d'Émile Chambry, introduction d'Auguste Diès, maquettes de Jacques Devillers – 1954
- n°34, Duc de Saint-Simon, Papiers en marge des mémoires, préfacé et annoté par François-Régis Bastide, maquettes de Pierre Faucheux – 1954
- n°35, Homère, Iliade[2], traduction de Paul Mazon – 1965
- n°42, Jean-Jacques Rousseau, Confessions , Rêveries , Lettres, Histoire du précédent écrit  , introduction et notes de Jean Massin, maquettes de Jacques Daniel – 1955, réimpression 1964
- n°43, Homère, Odyssée, préface et traduction de Philippe Jaccottet – 1959
- n°46, Denis Diderot, Les Bijoux indiscrets, La Religieuse, préface de Georges Ribemont-Dessaignes, maquettes de Jacques Daniel – 1956
- n°48, Aristophane, Théâtre[2], traduction de Hilaire Van Daele, maquettes de Jacques Daniel — 1956
- n°53, Choderlos de Laclos, Les liaisons dangereuses, préface et annotations de Roger Vailland, maquettes de Jacques Daniel – 1957
- n°60, Charles Perrault, Œuvres, préface de Marc Soriano, maquettes de Jacques Daniel – 1958
- n°61, Suétone, Vie des douze césars, traduction et présentation de Pierre Klossowski – 1959, réimpression 1964
- n°63, Trésors de la Poésie Médiévale, textes choisi, établis, traduits et annotés par  André Chastel — 1959
- n°64, Cervantes, Don Quichotte de la Manche, traduction de Louis Viardot – 1959
- n°67, Léon Tolstoi, La Guerre et la Paix, traduction et avant-propos de Boris de Schlœzer, maquettes de Jacques Daniel – 1960, réimpression 1965
- n°76, Léon Tolstoi, Résurrection, traduction intégrale de Doussia Ergaz – 1964
- n°81, Gustave Flaubert, L'Éducation sentimentale suivie de La Première Éducation sentimentale, édition établie et présentée par Samuel Silvestre de Sacy, maquettes de Jacques Daniel – 1966
- n°85, Xénophon, Anabase, traduction Paul Masqueray, suivi de l'Apologie de Socrate, traduction François Ollier,  maquettes de Jacques Daniel – 1968
- n°91, Tacite, Histoire, texte établi et traduit par Henri Goelzer – 1969